# رابرت مولر (فیلم‌نامه‌نویس)
رابرت مولر (انگلیسی: Robert Muller؛ ۱ سپتامبر ۱۹۲۵ – ۲۷ مه ۱۹۹۸) نویسنده اهل انگلستان بود.
از فیلم‌ها یا مجموعه‌های تلویزیونی که وی در آن‌ها نقش داشته‌است، می‌توان به زن پوشالی و فراطبیعی اشاره نمود.